# Shaku
Shaku (尺?) este o unitate de măsură japoneză, care din 1891 corespunde  în sistemul metric cu 30,3 cm.
Un shaku are 10 sun.
În trecut, a existat o versiune mai lungă (kōrai-shaku) care avea cca. 1.17 a shaku-ului actual, sau 35,5 cm.
O altă unitate de măsură numită tot shaku era folosită pentru măsuratul stofei. Acest shaku era de 125/330 metri (aprox. 37,9 cm). Când era nevoie să se facă o distincție, unitatea shaku pentru stofe era numită kujirajaku (shaku balenă, deoarece riglele erau făcute din os de balenă, iar celălalt shaku era numit kanejaku (shaku de metal).
Cu toate că din 31 martie 1966 legea japoneză interzice folosirea oficială a acestor unități tradiționale, ele mai sunt încă folosite, de ex. în tâmplărie.
Templul Shōsōin din Nara are rigle de un shaku din fildeș, așa-numitele kōgebachiru-no-shaku (紅牙撥鏤尺?).
Numele instrumentului de suflat din bambus, shakuhachi, vine de la unitatea de măsură (尺八), însemnând „un (shaku) opt (sun)”, deoarece aceasta era lungimea standard.